# 早年衰老症候群
早年衰老症候群（Hutchinson-Gilford Progeria syndrome），簡稱早衰症。早衰症是一種極端罕見的遺傳性疾病，其患者身體的老化過程十分快速。而罹患此病孩童的年齡很少超過13歲，大約每八百萬個新生兒之中就有一位得到此疾。雖然早衰症是一種遺傳性疾病，但是發生的十分零星且很少在家族之中遺傳下來。
科學家們對早衰症尤其有興趣，因為相關的研究可能透漏出關於正常人體老化程序的知識。

## 症狀
早衰症的早期症狀包括了發育遲緩、局部性硬皮病症狀。當患者過了幼年期之後，其他的症狀會變的更明顯。例如發育受限、頭髮稀少以及狹小的臉部、口部與鼻子，都是早衰症患者的獨特外觀。早衰症患者通常具有小而虛弱的身體，就像老人一樣。
接下來症狀將發展成為起皺紋的皮膚、動脈硬化、心血管疾病等。
除此之外，早衰症患者通常對陽光敏感，這是因為此病患者的身體無法進行正常人的DNA修復工作，而失掉細胞複製及蛋白質製造的功能。目前，有兩個與早衰症有關的基因缺陷──CSA和CSB被發現，其中CSA基因位於第5號染色體上。這兩個基因编碼產生的蛋白質都與DNA修復以及複製轉譯機能有關。
「動脈硬化」是早衰症患者常見的症狀。在早衰症患者中，高血脂的問題是由於低密度脂蛋白增加及血中膽固醇增加所造成的。而動脈硬化的問題在每個早衰症患者身上皆可看見。根據此臨床發現，科學家推測和脂肪酸運輸及氧化相關的基因表現亦可能為導致早衰症的可能原因之一。

## 成因
早衰症最早是在1886年發現的，但一百多年來，科學家們對這種奇怪疾病的發病機制一直感到不解。美國國家人類基因組研究所所長Francis Collins領導的研究顯示，人體第一對染色体上LMNA(Lamin A)的基因發生變異，可能是導致早衰症的最常見原因。Dr. Collins對20名患早衰症的兒童進行研究，果發現其中18人的"Lamin A"基因密碼發生了一個單點突變，有一個胞嘧啶（C）的地方都被錯誤地"寫"成了胸腺嘧啶（T），結果製造出少了五十個胺基酸的Lamin A。Lamin A是支持核膜的結構蛋白質，因此早衰症病人的細胞核核膜有一半出現畸形。LMNA的突變也和一些疾病如幾種肌肉委縮症有關。
不像其他加速性老化疾病，例如Werner症候群、Cockayne症候群或著色性乾皮症，早衰症並非是由具有缺陷的DNA修復程序所引起。因為這些"加速老化疾病"展現了老化的不同面向，但是並非是每個面向。它們常被稱之為"部分早衰症"

## 診斷
早衰症的診斷是根據患者的症狀，例如膚質改變、發育異常以及掉髮。此診斷可以藉由遺傳檢驗確認。
臨床表徵：患者的外觀和生長紀錄是相當重要的診斷依據。早老症孩童除了有生長遲緩的問題外，最常見的表徵如下。

1. 典型的鳥型頭，且為禿頭。
2. 身材矮小，體重不足。
3. 四肢瘦且關節變得明顯。
4. 皮下脂肪減少。
5. 梨狀胸，且鎖骨短。
6. 青筋突出。

## 檢驗方法
1. 臨床實驗室檢查：尿中玻尿酸值會增加，血中脂肪值常會不正常。但此些檢查對於診斷的幫助不大。
2. X光檢查：病患1~2歲時即會發現頭顱骨、胸部、長骨及指骨會發生變化，另外會有骨質疏鬆，和軟組織缺少的現象。
3. 基因突變分析：早老症研究基金會已經發展出一套 "Diagnostic Testing Program" ，可透過此系統來了解基因是否已發生改變或突變。

## 治療
早衰症的療法目前沒有一項被證實是有效的。大部分的治療集中在減少併發症，例如冠狀動脈繞道手術或低劑量阿斯匹靈。患者也可能受惠於高熱量飲食療法。
生長激素療法（Growth hormone treatment）也曾被嘗試。
菌綠烯醇轉移脢抑制劑（Farnesyltransferase inhibitor，一種抗癌藥物）曾被提議用於治療，但其使用目前大部分僅限於動物實驗。其中一個使用該類抑制劑Lonafarnib的第二期臨床試驗於2007五月開始執行。